# Коламбія-Шусвап
Регіональний округ Коламбія-Шусвап (англ. Columbia-Shuswap) — регіональний округ в Канаді, у провінції Британська Колумбія.

## Населення
За даними перепису 2016 року, регіональний округ нараховував 51366 жителів, показавши зростання на 1,7%, порівняно з 2011-м роком. Середня густина населення становила 1,8 осіб/км².
З офіційних мов обидвома одночасно володіли 3 550 жителів, тільки англійською — 47 250, тільки французькою — 15, а 115 — жодною з них. Усього 3,705 осіб вважали рідною мовою не одну з офіційних, з них 45 — одну з корінних мов, а 150 — українську.
Працездатне населення становило 58,8% усього населення, рівень безробіття — 9% (10,6% серед чоловіків та 7,2% серед жінок). 81,2% були найманими працівниками, 17,7% — самозайнятими.
Середній дохід на особу становив $42 219 (медіана $31 558), при цьому для чоловіків — $51 841, а для жінок $32 711 (медіани — $41 254 та $24 774 відповідно).
29,7% мешканців мали закінчену шкільну освіту, не мали закінченої шкільної освіти — 17,9%, 52,3% мали післяшкільну освіту, з яких 26% мали диплом бакалавра, або вищий, 100 осіб мали вчений ступінь.
| Статево-вікова структура населення | Статево-вікова структура населення | Статево-вікова структура населення | Статево-вікова структура населення | Статево-вікова структура населення |
| ---------------------------------- | ---------------------------------- | ---------------------------------- | ---------------------------------- | ---------------------------------- |
|                                    |                                    |                                    |                                    |                                    |
| Всього                             | Всього                             | 49,4%50,6%                         |                                    |                                    |
| 0 — 14 років                       | 0 — 14 років                       |                                    | 13,7%                              | 13,7%                              |
| 15 — 64 років                      | 15 — 64 років                      |                                    | 61,9%                              | 61,9%                              |
| 65 і більше                        | 65 і більше                        |                                    | 24,4%                              | 24,4%                              |
| 85 і більше                        | 85 і більше                        |                                    | 2,7%                               | 2,7%                               |
| 100 і більше                       | 100 і більше                       |                                    | 0%                                 | 0%                                 |
| Середній вік (років)               | Середній вік (років)               | 45,846,9                           | 46,4                               | 46,4                               |
| Медіана (років)                    | Медіана (років)                    | 49,751,3                           | 50,5                               | 50,5                               |
| — чоловіки — жінки                 |                                    |                                    |                                    |                                    |

| Походження мешканців:     | Походження мешканців:     | Походження мешканців: | Походження мешканців: | Походження мешканців: |
| ------------------------- | ------------------------- | --------------------- | --------------------- | --------------------- |
| Походження                |                           |                       | осіб                  | %                     |
| Корінні американці        | Корінні американці        |                       | 4 300                 | 8.57%                 |
| Інше північноамериканське | Інше північноамериканське |                       | 13 375                | 26.65%                |
| Європейське               | Європейське               |                       | 42 400                | 84.47%                |
| британське                | британське                |                       | 29 170                | 58.11%                |
| французьке                | французьке                |                       | 6 135                 | 12.22%                |
| українське                | українське                |                       | 3 495                 | 6.96%                 |
| Карибське                 | Карибське                 |                       | 75                    | 0.15%                 |
| Латинськоамериканське     | Латинськоамериканське     |                       | 300                   | 0.6%                  |
| Африканське               | Африканське               |                       | 285                   | 0.57%                 |
| Азійське                  | Азійське                  |                       | 1 635                 | 3.26%                 |
| Океанійське               | Океанійське               |                       | 380                   | 0.76%                 |

| Зайнятість населення за галузями (за класифікацією NOC): | Зайнятість населення за галузями (за класифікацією NOC): | Зайнятість населення за галузями (за класифікацією NOC): | Зайнятість населення за галузями (за класифікацією NOC): | Зайнятість населення за галузями (за класифікацією NOC): |
| -------------------------------------------------------- | -------------------------------------------------------- | -------------------------------------------------------- | -------------------------------------------------------- | -------------------------------------------------------- |
|                                                          |                                                          |                                                          |                                                          |                                                          |
| Управління                                               | Управління                                               |                                                          | 11,6%                                                    | 11,6%                                                    |
| Бізнес, фінанси та адміністрування                       | Бізнес, фінанси та адміністрування                       |                                                          | 11,1%                                                    | 11,1%                                                    |
| Природничі та прикладні науки                            | Природничі та прикладні науки                            |                                                          | 5,1%                                                     | 5,1%                                                     |
| Охорона здоров'я                                         | Охорона здоров'я                                         |                                                          | 6,1%                                                     | 6,1%                                                     |
| Освіта, правозахист, муніципальні та урядові служби      | Освіта, правозахист, муніципальні та урядові служби      |                                                          | 8,1%                                                     | 8,1%                                                     |
| Мистецтво, культура, відпочинок та спорт                 | Мистецтво, культура, відпочинок та спорт                 |                                                          | 2,5%                                                     | 2,5%                                                     |
| Роздрібна торгівля та послуги                            | Роздрібна торгівля та послуги                            |                                                          | 25,2%                                                    | 25,2%                                                    |
| Гуртова торгівля, транспорт та обладнання                | Гуртова торгівля, транспорт та обладнання                |                                                          | 20,6%                                                    | 20,6%                                                    |
| Природні ресурси, сільське господарство                  | Природні ресурси, сільське господарство                  |                                                          | 5,3%                                                     | 5,3%                                                     |
| Виробництво                                              | Виробництво                                              |                                                          | 4,4%                                                     | 4,4%                                                     |

## Населені пункти
До складу регіонального округу входять міста Салмон-Арм, Ривелстоук, містечко Ґолден, муніципалітет Сікемус, індіанські резервації Чум-Крік 2, Скотч-Крік 4, Світсемалф 3, Норт-Бей 5, Кааут 1, Густален 1, а також хутори, інші малі населені пункти та розосереджені поселення.

## Клімат
Середня річна температура становить -1,8°C, середня максимальна – 13,2°C, а середня мінімальна – -15,9°C. Середня річна кількість опадів – 1 648 мм.
| Клімат поселення                              | Клімат поселення | Клімат поселення | Клімат поселення | Клімат поселення | Клімат поселення | Клімат поселення | Клімат поселення | Клімат поселення | Клімат поселення | Клімат поселення | Клімат поселення | Клімат поселення | Клімат поселення |
| Показник                                      | Січ.             | Лют.             | Бер.             | Квіт.            | Трав.            | Черв.            | Лип.             | Серп.            | Вер.             | Жовт.            | Лист.            | Груд.            |                  |
| Середній максимум, °C                         | −6,99            | −5,38            | −3,52            | 0,23             | 5,54             | 9,81             | 12,34            | 13,19            | 8,72             | 3,13             | −3,03            | −8,57            |                  |
| Середня температура, °C                       | −11,25           | −9,63            | −7,78            | −4,02            | 1,26             | 5,55             | 8,68             | 9,53             | 5,06             | −0,53            | −6,7             | −12,23           |                  |
| Середній мінімум, °C                          | −15,52           | −13,91           | −12,04           | −8,3             | −2,99            | 1,29             | 5,02             | 5,87             | 1,41             | −4,18            | −10,35           | −15,89           |                  |
| Норма опадів, мм                              | 203              | 143              | 137              | 97               | 94               | 121              | 114              | 109              | 97               | 153              | 202              | 178              |                  |
| Середньомісячна швидкість вітру, м/с          | 3.08             | 2.67             | 2.85             | 2.72             | 2.60             | 2.62             | 2.51             | 2.42             | 2.59             | 2.99             | 3.14             | 2.90             |                  |
| Середньомісячна сонячна радіація, кДж/м²·день | 3742             | 7079             | 11649            | 16208            | 19243            | 20588            | 21701            | 18609            | 12952            | 7649             | 3758             | 2897             |                  |
| --------------------------------------------- | ---------------- | ---------------- | ---------------- | ---------------- | ---------------- | ---------------- | ---------------- | ---------------- | ---------------- | ---------------- | ---------------- | ---------------- | ---------------- |
| Джерело:                                      |                  |                  |                  |                  |                  |                  |                  |                  |                  |                  |                  |                  |                  |